# Carla Prina
Carla Prina (Como, 5 de desembre de 1911 – Cossonnay, 28 de març de 2008) va ser una pintora abstracta italiana. Nascuda en el si d’una família benestant, va estudiar a l'Acadèmia de Belles Arts de Brera entre 1932 i 1936 i durant l'any 1936 a l'Istituto di Alta Cultura de Rodi. Un any després, el 1937, va ser alumna de la Scuola libera di nudo, i posteriorment de l’Acadèmia de França a Roma. A partir de llavors viatjà per diversos països europeus. El 1942 va conèixer l'arquitecte Alberto Sartoris a la XXIII Biennal de Venècia, amb qui es va casar aquell mateix any i es va traslladar a Lutry (Suïssa) el 1944. El 1949 va viatjar a Espanya i va viure un temps a Barcelona, on al maig de 1961 va participar en el Saló de maig.
Formà part de la darrera generació futurista i del grup d'artistes abstractes de Como, del qual va ser creadora, integrat per Carla Badiali, Mario Radice i Manlio Rho. També va formar part del grup “Antonio Sant’Elia”. Va ser membre de la Primera i Segona Setmana de l'Escola d'Altamira, juntament amb el seu espòs. La seva participació en la segona edició li va permetre conèixer Antoni Miró, qui la va ajudar a identificar el seu surrealisme dins de l'abstracció.
La seva obra apareix en diverses exposicions espanyoles, així com en col·leccions particulars d'Espanya, França, Suïssa, Anglaterra i Argentina. També es troben obres seves en el Museu d'Art Modern de Ceret, el Museu d'art contemporani Eduardo Westerdahl a Puerto de la Cruz, el Museo Reina Sofía, Barcelona, i Vilanova i la Geltrú (Biblioteca Museu Víctor Balaguer). El seu treball ha format part de diverses exposicions sobre l’abstracció en els anys vuitanta i principis dels noranta.

## Obres destacades
- 1957 - Formes (oli sobre tela), conservada a la Biblioteca Museu Víctor Balaguer.[9]